# Repubblica Socialista di Bosnia ed Erzegovina
La Repubblica Socialista di Bosnia ed Erzegovina (in lingua serbocroata: Socijalistička Republika Bosna i Hercegovina/Социјалистичка Pепублика Босна и Херцеговина) fu una delle sei repubbliche che costituirono la Repubblica Socialista Federale di Jugoslavia. Era un predecessore dell'attuale Stato della Bosnia ed Erzegovina ed esistette tra il 1945 e il 1992. La capitale fu Sarajevo, che rimase tale anche dopo l'indipendenza.
Il governo della Bosnia ed Erzegovina era, fino al 20 dicembre 1990, nelle mani della Lega dei Comunisti di Bosnia ed Erzegovina.
I confini della RS di Bosnia Erzegovina erano quasi identici a quelli che la Bosnia aveva durante il periodo di dominio austro-ungarico che durò fino al 1918. Quell'anno la Bosnia divenne parte del Regno di Jugoslavia e durante quel periodo il territorio fu diviso tra le banovine (dal 1929). Quando si formò la RS di Bosnia ed Erzegovina, comprendeva quelli che furono i territori della maggior parte della banovina del Vrbas, la parte occidentale della banovina della Drina, la parte nord-occidentale della banovina della Zeta e le parti orientali della banovina della Sava e del Litorale.

## Nome
Nell'aprile 1945 il suo nome fu ufficializzato come Stato federale della Bosnia ed Erzegovina, come unità costituente della Jugoslavia Democratica Federale. In seguito alle elezioni, appena terminata la guerra nel 1945, la Jugoslavia cambiò il suo nome in Repubblica Federativa Popolare di Jugoslavia, il 29 novembre 1945, e con la promulgazione della costituzione jugoslava del 1946, due mesi dopo, a gennaio, anche le sue unità costitutive cambiarono il loro nome. La Bosnia Erzegovina divenne così nota come Repubblica Popolare di Bosnia ed Erzegovina.
Questo sistema costituzionale è durato fino alla costituzione jugoslava del 1963. Il 7 aprile 1963, la Jugoslavia fu ricostituita come Repubblica Socialista Federale di Jugoslavia, e la Bosnia Erzegovina cambiò il suo nome in Repubblica Socialista di Bosnia ed Erzegovina.
Dopo l'indipendenza, il 1º marzo 1992, il Paese fu rinominato in Repubblica di Bosnia ed Erzegovina. In seguito all'accordo di Dayton, in vigore, nel 1997 è diventato semplicemente uno stato federale noto come Bosnia ed Erzegovina.

## Storia

### Periodo jugoslavo
Nel 1946, la Repubblica Popolare di Bosnia-Erzegovina fu fondata come una delle repubbliche costituenti della Repubblica Popolare Federale di Jugoslavia. Il nuovo regime comunista di Belgrado impose le proprie politiche e la propria ideologia ai membri della Federazione, e la Bosnia si trovò costretta a chiudere scuole ed istituzioni tradizionali musulmane. 
Nel secondo dopoguerra, a causa della sua posizione geografica centrale e strategica all'interno della Federazione Jugoslava, la Bosnia fu scelta come una base per lo sviluppo dell'industria militare per la difesa, contribuendo ad un'importante concentrazione di armi e personale militare sul territorio bosniaco. Tuttavia, l'esistenza della Bosnia come repubblica jugoslava fu prevalentemente pacifica e prospera. Essendo una delle repubbliche più povere nei primi anni cinquanta, si risollevò subito dal punto di vista economico sfruttando le sue ampie risorse naturali per stimolare lo sviluppo industriale. La dottrina comunista jugoslava della "fratellanza e unità" era adatta alla società multietnica della Bosnia che, grazie al sistema di tolleranza imposto dalla Federazione, prosperò culturalmente e socialmente. 
Sebbene fosse considerata come politicamente stagnante dalla Federazione tra gli anni cinquanta e sessanta, l'élite politica bosniaca iniziò ad assumere maggior potere ed influenza negli anni settanta. Mentre lavoravano all'interno del sistema comunista, politici come Džemal Bijedić, Branko Mikulić e Hamdija Pozderac rinforzarono e proteggerono la sovranità della Bosnia-Erzegovina e i loro sforzi si rivelarono fondamentali durante il turbolento periodo successivo alla morte di Josip Broz Tito nel 1980, e sono oggi considerati come alcuni dei primi passi verso l'indipendenza bosniaca.
Nel 1963, la Bosnia assunse il nome di Repubblica Socialista di Bosnia ed Erzegovina.
Negli anni sessanta, i musulmani bosgnacchi iniziarono ad essere riconosciuti con un'identità nazionale a partire dal censimento del 1961, riconfermata da una dichiarazione del Comitato centrale bosniaco fatta nel 1968. Nel 1971 i musulmani formavano la più grande singola componente della popolazione bosniaca. Durante i successivi venti anni, le popolazioni serbe e croate diminuirono in seguito alle emigrazioni.
Nel 1978, Sarajevo, la capitale della RS di Bosnia ed Erzegovina, fu selezionata per ospitare i XIV Giochi olimpici invernali del 1984, vincendo contro Sapporo (Giappone) e Göteborg (Svezia).

### Instabilità politica
In seguito alla morte di Tito, la Federazione entrò in un periodo di instabilità politica ed economica, e molti cittadini come quelli di Serbia e Croazia iniziarono a mostrare sentimenti nazionalisti e desideri di rinnovamento. In Bosnia, il governo repubblicano fu messo sotto le pressioni delle autorità centrali che chiedevano una risposta al crescente nazionalismo tra i bosniaci ma la repubblica non rimase indifferente davanti a questa situazione.
Uno degli eventi più controversi fu il cosiddetto processo di Sarajevo del 1983 quando, sotto una forte pressione dalla leadership serba, l'élite bosniaca usò la propria influenza per assicurare le condanne di numerosi nazionalisti bosniaci: il pretesto iniziale fu la pubblicazione da parte di Alija Izetbegović del libro La dichiarazione islamica, un'opera letteraria considerata dal regime comunista come un approccio radicale verso gli ideali socialisti jugoslavi favorevoli alla soppressione del nazionalismo e alla punibilità di chi andava contro di essi. Questi processi erano molto frequenti nel regime comunista e i politici bosniaci usavano questi per riaffermare la loro opposizione politica alle tendenze nazionaliste serbe e, in particolare, alle politiche di Slobodan Milošević, che cercava di annullare gli emendamenti costituzionali degli anni settanta che garantirono ai Bosniaci lo status di etnia costituente.
Con la caduta del comunismo nell'Europa orientale e l'inizio della dissoluzione della Jugoslavia, la vecchia dottrina comunista della tolleranza iniziò a perdere la propria forza e si creò l'opportunità per gli elementi nazionalisti di aumentare la loro influenza.
Le prime elezioni multipartitiche del 1990 in Bosnia-Erzegovina furono vinte da partiti etnici: il Partito d'Azione Democratica, il Partito Democratico Serbo e l'Unione Democratica Croata di Bosnia ed Erzegovina. Dopo le elezioni, i tre partiti formarono un governo di coalizione e divisero il potere in base a motivi etnici, cosicché la Presidenza della RS di Bosnia-Erzegovina fu affidata ad un Bosniaco, la Presidenza del Parlamento a un Serbo-bosniaco e la Presidenza del Consiglio ad un Croato-bosniaco
Dopo che la Slovenia e la Croazia dichiararono la loro indipendenza dalla Repubblica Socialista Federativa di Jugoslavia nel 1991, la Bosnia-Erzegovina dichiarò la propria sovranità nell'ottobre dello stesso anno e organizzò un referendum per l'indipendenza nel marzo del 1992, in base ad una decisione presa dal Parlamento bosniaco dopo che i membri Serbo-bosniaci avevano lasciato l'assemblea per protesta.
Nel 1991 sorsero spontaneamente numerose "Regioni autonome serbe" nelle aree della Bosnia a maggioranza serba. L'Armata Popolare Jugoslava iniziò ad essere usata dal governo per sostenere militarmente e in segreto i Serbo-bosniaci inviando armi da Belgrado. Nell'agosto dello stesso anno, il Partito Democratico Serbo iniziò a boicottare gli incontri della Presidenza e nell'ottobre successivo rimosse i suoi deputati dall'assemblea bosniaca per creare una "Assemblea nazionale serba" con sede a Banja Luka.
Successivamente, la situazione politica dei Balcani divenne sempre più instabile e la Bosnia-Erzegovina iniziò ad essere più vulnerabile. Fu discussa anche la suddivisione del territorio bosniaco in un incontro tra il nuovo presidente croato Franjo Tuđman e il corrispettivo serbo Slobodan Milošević: nel novembre del 1991 sorsero due "comunità" croate nel nord e nel sud-ovest della Bosnia-Erzegovina, sulla falsariga di quelle serbe.

### Indipendenza
Nonostante gli oppositori avessero invitato la popolazione serbo-bosniaca al boicottaggio, il referendum fu tenuto ugualmente il 29 febbraio e il 1 marzo 1992: L'affluenza fu del 64-67% e il 98% dei voti era favore dell'indipendenza, dichiarata ufficialmente il 5 marzo 1992 dal parlamento. 
L'organizzazione del referendum e l'omicidio di due Serbo-bosniaci durante la processione di un matrimonio a Sarajevo il giorno prima del voto furono usati dalla leadership politica serbo-bosniaca come pretesto per iniziare proteste in strada. La situazione continuò a peggiorare e il clima di tensione sfociò in una vera e propria guerra in Bosnia ed Erzegovina.
La RS di Bosnia ed Erzegovina fu rinominata in "Repubblica di Bosnia ed Erzegovina" l'8 aprile 1992, perdendo l'aggettivo "Socialista". Il nuovo governo stabilì un sistema multipartitico ed iniziò la transizione verso il capitalismo. La repubblica, sotto la guida di Alija Izetbegović, dichiarò la propria indipendenza dalla RSFJ nel 1992.

## Leader

### Segretari
- Segretario del Consiglio antifascista della liberazione popolare di Bosnia ed Erzegovina
  - Vojislav Kecmanović (25 novembre 1943 – 26 aprile 1945)
- Segretari del Presidium dell'Assemblea Popolare
  - Vojislav Kecmanović (26 aprile 1945 – novembre 1946)
  - Đuro Pucar (novembre 1946 – settembre 1948)
  - Vlado Šegrt (settembre 1948 – marzo 1953)
- Segretari dell'Assemblea Popolare
  - Đuro Pucar (dicembre 1953 – giugno 1963)
  - Ratomir Dugonjić (giugno 1963 – 1967)
  - Džemal Bijedić (1967–1971)
  - Hamdija Pozderac (1971 – maggio 1974)
- Segretari della presidenza
  - Ratomir Dugonjić (maggio 1974 – aprile 1978)
  - Raif Dizdarević (aprile 1978 – aprile 1982)
  - Branko Mikulić (april 1982 – 26 aprile 1984)
  - Milanko Renovica (26 aprile 1984 – 26 aprile 1985)
  - Munir Mesihović (26 april 1985 – april 1987)
  - Mato Andrić (april 1987 – aprile 1988)
  - Nikola Filipović (april 1988 – aprile 1989)
  - Obrad Piljak (aprile 1989 – 20 dicembre 1990)
  - Alija Izetbegović (20 dicembre 1990 – 8 aprile 1992)

### Capi del governo
- Primo ministro di Bosnia ed Erzegovina (parte del governo jugoslavo)
  - Rodoljub Čolaković (7 marzo 1945 – 27 aprile 1945)
- Primi ministri
  - Rodoljub Čolaković (27 aprile 1945 – settembre 1948)
  - Đuro Pucar (settembre 1948 – marzo 1953)
- Segretari del Consiglio esecutivo
  - Đuro Pucar (marzo 1953 – dicembre 1953)
  - Avdo Humo (dicembre 1953 – 1956)
  - Osman Karabegović (1956–1963)
  - Hasan Brkić (1963–1965)
  - Rudi Kolak (1965–1967)
  - Branko Mikulić (1967–1969)
  - Dragutin Kosovac (1969 – aprile 1974)
  - Milanko Renovica (aprile 1974 – 28 aprile 1982)
  - Seid Maglajlija (28 aprile 1982 – 28 aprile 1984)
  - Gojko Ubiparip (28 aprile 1984 – aprile 1986)
  - Josip Lovrenović (aprile 1986 – aprile 1988)
  - Marko Ceranić (aprile 1988 – 20 dicembre 1990)
  - Jure Pelivan (20 dicembre 1990 – 8 aprile 1992)